# Лумб, Микаэль
Микаэ́ль Лумб (дат. Michael Lumb; род. 9 января 1988, Орхус) — датский футболист, левый защитник клуба «Хольбек».

## Карьера
Воспитанник футбольной школы клуба «Орхус», в котором затем играл с 2005 года, провёл 115 матчей в национальном чемпионате, забил 2 гола.
В 2008 году признан лучшим молодым футболистом Дании в возрасте до 21 года.
12 января 2010 года подписал трёхлетний контракт с петербургским «Зенитом». Сумма трансфера составила 2 млн евро. 19 июля 2010 года перешёл на правах годичной аренды в нидерландский «Фейеноорд». В 2011 году выступал на правах аренды за датский «Ольборг». В начале 2012 года отправился в полугодичную аренду в немецкий «Фрайбург», по окончании которой вернулся в расположение «Зенита». 31 декабря 2012 года, став свободным агентом, подписал контракт с немецким «Бохумом», рассчитанным до июня 2013 года.

## Сборная
В национальной сборной дебютировал 18 ноября 2009 года в товарищеском матче со сборной США.

### Матчи и голы за сборную
| № | Дата           | Оппонент | Счёт | Голы Лумба | Соревнование      |
| 1 | 18 ноября 2009 | США      | 3:1  | −          | Товарищеский матч |
| 2 | 3 марта 2010   | Австрия  | 1:2  | −          | Товарищеский матч |

Итого: 2 матча / 0 голов; 1 победа, 0 ничьих, 1 поражение.
(откорректировано по состоянию на 4 марта 2010 года)

## Достижения
«Зенит»
- Обладатель Кубка России: 2009/10

«Брондбю»
- Чемпион Дании: 2020/21